# 普爾施尼茨河 (薩勒河支流)
50°12′18.26″N 11°50′13.64″E / 50.2050722°N 11.8371222°E

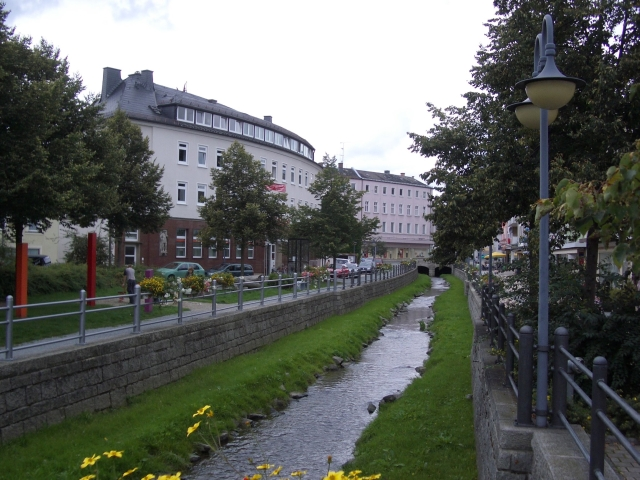

普爾施尼茨河是德國的河流，位於該國東南部，由巴伐利亞負責管轄，屬於薩勒河的左支流，河道全長11.4公里，流域面積28.1平方公里。